# Gouvernement Prodi II
République italienne
Berlusconi III Berlusconi IV
Le gouvernement Prodi II (en italien : Governo Prodi II) est le 59e gouvernement de la République italienne entre le 17 mai 2006 et le 8 mai 2008, sous la XVe législature du Parlement républicain.

## Historique du mandat
Ce gouvernement est dirigé par l'ancien président du Conseil des ministres social-libéral Romano Prodi. Il est soutenu par L'Union, une coalition de centre gauche entre L'Olivier — alliance des Démocrates de gauche (DS), de Démocratie est liberté - La Marguerite (DL) et d'indépendants —, le Parti de la refondation communiste (PRC), la Rose au poing (RNP), l'Italie des valeurs (IdV), la Fédération des Verts (FDV), les Populaires - Union démocratique pour l'Europe (UDEUR) et le Parti des communistes italiens (PDCI). Ensemble, ils disposent de 351 députés sur 630, soit 54,9 % des sièges de la Chambre des députés, et 159 sénateurs sur 322, soit 49,4 % des sièges du Sénat de la République.
Il est formé à la suite des élections générales des 9 et 10 avril 2006.
IL succède au troisième gouvernement du conservateur libéral Silvio Berlusconi, constitué et soutenu par l'alliance Maison des libertés — entre Forza Italia (FI), l'Alliance nationale (AN) et la Ligue du Nord (LN) — et l'Union des démocrates chrétiens (UDC).

### Formation
Le 16 mai 2006, le président de la République fraîchement élu Giorgio Napolitano charge Romano Prodi, chef de file de L'Union, ex-président du Conseil et ancien ministre de l'Industrie, de former le nouveau gouvernement italien. Ce dernier accepte « avec réserve », puis revient dès le lendemain au palais du Quirinal présenter sa liste de 25 ministres, aussitôt assermentée.
Lors du vote de confiance au Sénat de la République le 19 mai, le gouvernement Prodi II s'assure l'investiture par 165 voix pour et 155 voix contre. Il bénéficie notamment des suffrages favorables des sept sénateurs à vie, dont l'ancien chef de l'État Carlo Azeglio Ciampi — qui participait à sa première séance depuis la fin de son septennat — et l'ex-président du Conseil Giulio Andreotti, pourtant soutenu quelques jours plus tôt par les partisans de Berlusconi pour présider la chambre haute.
La confiance de la Chambre des députés lui est accordée le 23 mai suivant avec une avance bien plus large, L'Union disposant d'une majorité plus large : 344 parlementaires votent en faveur de l'exécutif tandis que 268 s'y opposent.

### Évolution
Au bout de seulement neuf mois de mandat, le gouvernement est mis en minorité le 21 février 2007 au Sénat. Sur une motion soutenant notamment la participation des forces armées italiennes à la Force internationale d'assistance et de sécurité (ISAF) en Afghanistan, seulement 158 sénateurs votent pour tandis que 136 votent contre et 24 s'abstiennent ; la majorité requise était en effet de 160 suffrages. La défaite de la coalition est la conséquence de l'abstention de deux de ses élus, dont un appartient au Parti de la refondation communiste.
Romano Prodi se rend le soir-même au palais présidentiel pour présenter sa démission à Giorgio Napolitano. Ce dernier la refuse trois jours plus tard, après avoir consulté les forces politiques et les groupes parlementaires. En conséquence, le président du Conseil se soumet à un nouveau vote de confiance. Il l'emporte à la chambre haute par une étroite majorité de 162 voix pour et 157 contre, puis obtient le soutien de la chambre basse le 2 mars par 342 suffrages favorables et 253 oppositions.
Le 14 octobre 2007, les Démocrates de gauche et La Marguerite fusionnent afin de former un grand parti du centre, alliant social-démocratie et démocratie chrétienne et portant le nom de Parti démocrate (PD), grand parti du centre. Romano Prodi en est désigné président et le maire de Rome Walter Veltroni secrétaire. Six mois plus tôt, opposée à une telle opération, l'aile gauche des DS avait fait scission, tout en restant dans la majorité, pour fonder la Gauche démocrate (SD).

### Succession
Après l'assignation à résidence de son épouse, le ministre de la Justice Clemente Mastella annonce sa démission le 16 janvier 2008. Effective le lendemain, elle entraîne la sortie de l'Union des démocrates pour l'Europe du gouvernement, qui affirme cependant lui maintenir son soutien. Toutefois, seulement cinq jours plus tard, l'UDEUR quitte L'Union, mettant de facto l'exécutif en minorité au Sénat. Si le gouvernement Prodi II conserve la confiance des députés le 23 janvier par 326 voix pour et 275 contre, il perd celle des sénateurs le lendemain avec 161 votes contre et 156 pour. Romano Prodi remet donc sa démission à Giorgio Napolitano, qui le charge d'expédier les affaires courantes.
Le chef de l'État confie alors un mandat exploratoire au président du Sénat, le démocrate Franco Marini, pour former un gouvernement de transition qui modifierait la loi électorale. Cette expérience se concluant par un échec, Napolitano prononce la dissolution du Parlement le 6 février. Le second gouvernement Prodi est ainsi le seul exécutif républicain à avoir existé du début à la fin de la législature, quand bien même celle-ci a été considérablement raccourcie.
Du fait de la victoire des partis de droite aux élections générales anticipées des 13 et 14 avril 2008, il cède le pouvoir au quatrième gouvernement de Silvio Berlusconi, formé du Peuple de la liberté (PDL) et de la Ligue du Nord (LN).

## Composition

### Initiale (17 mai 2006)
| Fonction | Titulaire | Titulaire                               | Parti     |
| --- | --------- | --------------------------------------- | --------- |
| Président du Conseil des ministres |           | Romano Prodi                            | L'Olivier |
| Vice-président du Conseil des ministres Ministre des Affaires étrangères                                                                            |           | Massimo D'Alema                         | DS        |
| Vice-président du Conseil des ministres Ministre pour les Biens et les Activités culturels                                                          |           | Francesco Rutelli                       | DL        |
| Secrétaire d'État à la présidence du Conseil des ministres Secrétaire du Conseil des ministres                                                      |           | Enrico Letta                            | DL        |
| Ministres sans portefeuille |           |                                         |           |
| Ministre pour les Relations avec le Parlement et les Réformes institutionnelles                                                                     |           | Vannino Chiti                           | DS        |
| Ministre pour les Réformes et les innovations dans l'administration publique                                                                        |           | Luigi Nicolais                          | L'Olivier |
| Ministre pour les Affaires régionales et l'Autonomie locale                                                                                         |           | Linda Lanzillotta                       | DL        |
| Ministre pour les Politiques européennes |           | Emma Bonino                             | RNP       |
| Ministre pour l'Application du programme du gouvernement                                                                                            |           | Giulio Santagata                        | DL        |
| Ministre pour les Droits et l'Égalité des chances                                                                                                   |           | Barbara Pollastrini                     | DS        |
| Ministre pour les Politiques de la jeunesse et les Activités sportives                                                                              |           | Giovanna Melandri                       | DS        |
| Ministre pour les Politiques pour la famille |           | Rosy Bindi                              | DL        |
| Ministres |           |                                         |           |
| Ministre de l'Intérieur |           | Giuliano Amato                          | L'Olivier |
| Ministre de la Justice |           | Clemente Mastella (jusqu'au 17/01/2008) | UDEUR     |
| Ministre de la Justice |           | Romano Prodi (ad interim)               | L'Olivier |
| Ministre de la Défense |           | Arturo Parisi                           | DL        |
| Ministre de l'Économie et des Finances |           | Tommaso Padoa-Schioppa                  | Indép.    |
| Ministre du Développement économique |           | Pier Luigi Bersani                      | DS        |
| Ministre du Commerce international |           | Emma Bonino                             | RNP       |
| Ministre des Communications |           | Paolo Gentiloni                         | DL        |
| Ministre des Politiques agricoles, alimentaires et forestières                                                                                      |           | Paolo De Castro                         | L'Olivier |
| Ministre de l'Environnement et de la Protection du territoire Ministre de l'Environnement, de la Protection du territoire et de la Mer (18/07/2006) |           | Alfonso Pecoraro Scanio                 | FdV       |
| Ministre des Infrastructures |           | Antonio Di Pietro                       | IdV       |
| Ministre des Transports |           | Alessandro Bianchi                      | PdCI      |
| Ministre du Travail et de la Sécurité sociale |           | Cesare Damiano                          | DS        |
| Ministre de la Santé |           | Livia Turco                             | DS        |
| Ministre de l'Éducation |           | Giuseppe Fioroni                        | DL        |
| Ministre de l'Enseignement supérieur et de la Recherche                                                                                             |           | Fabio Mussi                             | DS        |
| Ministre de la Solidarité sociale |           | Paolo Ferrero                           | PRC       |

### Finale (24 janvier 2008)
| Fonction                                                                                       | Titulaire | Titulaire                             | Parti  |
| ---------------------------------------------------------------------------------------------- | --------- | ------------------------------------- | ------ |
| Président du Conseil des ministres                                                             |           | Romano Prodi                          | PD     |
| Vice-président du Conseil des ministres Ministre des Affaires étrangères                       |           | Massimo D'Alema                       | PD     |
| Vice-président du Conseil des ministres Ministre pour les Biens et les Activités culturels     |           | Francesco Rutelli                     | PD     |
| Secrétaire d'État à la présidence du Conseil des ministres Secrétaire du Conseil des ministres |           | Enrico Letta                          | PD     |
| Ministres sans portefeuille                                                                    |           |                                       |        |
| Ministre pour les Relations avec le Parlement et les Réformes institutionnelles                |           | Vannino Chiti                         | PD     |
| Ministre pour les Réformes et les innovations dans l'administration publique                   |           | Luigi Nicolais                        | PD     |
| Ministre pour les Affaires régionales et l'Autonomie locale                                    |           | Linda Lanzillotta                     | PD     |
| Ministre pour les Politiques européennes                                                       |           | Emma Bonino                           | RNP    |
| Ministre pour l'Application du programme du gouvernement                                       |           | Giulio Santagata                      | PD     |
| Ministre pour les Droits et l'Égalité des chances                                              |           | Barbara Pollastrini                   | PD     |
| Ministre pour les Politiques de la jeunesse et les Activités sportives                         |           | Giovanna Melandri                     | PD     |
| Ministre pour les Politiques pour la famille                                                   |           | Rosy Bindi                            | PD     |
| Ministres                                                                                      |           |                                       |        |
| Ministre de l'Intérieur                                                                        |           | Giuliano Amato                        | PD     |
| Ministre de la Justice                                                                         |           | Romano Prodi (ad interim)             | PD     |
| Ministre de la Justice                                                                         |           | Luigi Scotti (à partir du 07/02/2008) | PdCI   |
| Ministre de la Défense                                                                         |           | Arturo Parisi                         | PD     |
| Ministre de l'Économie et des Finances                                                         |           | Tommaso Padoa-Schioppa                | Indép. |
| Ministre du Développement économique                                                           |           | Pier Luigi Bersani                    | PD     |
| Ministre du Commerce international                                                             |           | Emma Bonino                           | RNP    |
| Ministre des Communications                                                                    |           | Paolo Gentiloni                       | PD     |
| Ministre des Politiques agricoles, alimentaires et forestières                                 |           | Paolo De Castro                       | PD     |
| Ministre de l'Environnement, de la Protection du territoire et de la Mer                       |           | Alfonso Pecoraro Scanio               | FdV    |
| Ministre des Infrastructures                                                                   |           | Antonio Di Pietro                     | IdV    |
| Ministre des Transports                                                                        |           | Alessandro Bianchi                    | PdCI   |
| Ministre du Travail et de la Sécurité sociale                                                  |           | Cesare Damiano                        | PD     |
| Ministre de la Santé                                                                           |           | Livia Turco                           | PD     |
| Ministre de l'Éducation                                                                        |           | Giuseppe Fioroni                      | PD     |
| Ministre de l'Enseignement supérieur et de la Recherche                                        |           | Fabio Mussi                           | SD     |
| Ministre de la Solidarité sociale                                                              |           | Paolo Ferrero                         | PRC    |